# Eoreuma
Eoreuma é um gênero de mariposa pertencente à família Crambidae.